# Patrick Venzke
Patrick Venzke (* 6. April 1975 in Essen; † 15. November 2024) war ein deutscher American-Football-Spieler.

## Leben
Venzke lernte als Jugendlicher mit einer damaligen Größe von 1,95 Meter und einem Gewicht von 110 bis 120 kg bei den Assindia Cardinals den American Football kennen. Im Jahr 1993 nahm er an einem Schüleraustausch in den USA teil und spielte an einer High School. Zurück in Deutschland spielte er 1996 und 1997 für die Düsseldorf Panther und leistete den Grundwehrdienst ab. Durch seine Leistungen für die High School erhielt er ein Stipendium der University of Idaho, studierte dort von 1997 bis 2001 Marketing und spielte in der Universitätsmannschaft Idaho Vandals. In den 4 Jahren spielte er in 42 (von 44, Schulrekord) Spielen in Folge als Right Tackle und wurde mehrmals für das All-Conference Second-team nominiert.
Im Frühjahr 2000 war Venkze bei Rhein Fire auch als Assistant Coach und der Practice Squad tätig. Im April 2001 unterschrieb Venzke als „Free Agent“ einen Vertrag bei den Jacksonville Jaguars. Am 14. Oktober 2001 wurde Venzke in den aktiven Jaguars-Kaders berufen, als erster deutscher Feldspieler in der NFL. Zu einem Spieleinsatz in der NFL kam es jedoch nicht. Die Jaguars schicken ihn 2002 zu Rhein Fire als „national player“, wo er für das All-NFL Europe League team nominiert wurde. Anschließend war er bei den Philadelphia Eagles im practice squad, 2003 dann bei Frankfurt Galaxy aktiv. Auch 2004 bei den Indianapolis Colts kam er nicht zu einem Spieleinsatz. Eine Schulterverletzung beendete die Profikarriere.
Venzke war seit 2009 zeitweise für die Mönchengladbach Mavericks aktiv. 2015 lebte er in Idaho und arbeitete als Immobilienmakler.
Am 15. November 2024 verstarb er mit 49 Jahren an einem Herzanfall.

## Spielen mit Verletzungen und Doping
Im Interview mit Der Spiegel gab er an, etwa 15-mal mit Gehirnerschütterung gespielt zu haben. Er vermutete, dass sich sein Hirn durch diese Gehirnerschütterung, wie bei anderen Spielern, veränderte. Er spielte auch mit anderen Verletzungen wie einem angerissenen Brustmuskel, einem kaputten Meniskus, gerissenen Bändern in Knien und Füßen, gebrochenen Fingern und einer offenen Wurzelbehandlung. Er setzte Schmerzmittel ein, um mit Verletzungen zu spielen und betrieb Doping mit Wachstumshormonen, damit Verletzungen besser heilten. Wegen der Verletzungsgefahr wollte er nicht, dass sein Sohn Football spielt.